# Windhoek Observer
Windhoek Observer (en anglais : L'observateur de Windhoek) est un journal hebdomadaire namibien fondé par Hannes Smith en 1978. Il est publié tous les samedis. Il est, en termes de diffusion, le premier journal hebdomadaire et le plus ancien du pays.
Le journal a été dirigé par son fondateur Hannes Smith de ses débuts à la mort de ce dernier en 2008. Ensuite sa fille, Yanna Smith, a repris le flambeau quelque temps, Kuvee Kangueehi a pris les rênes du journal.
Windhoek Observer a bâti sa renommée par une plume acerbe vis-à-vis de l'occupant Sud-africain jusqu'en 1990, puis, une fois l'indépendance acquise, envers le pouvoir en place, et notamment la SWAPO.
Le journal était vendu de 12 000 à 13 000 exemplaires chaque semaine au moment de son rachat par Paragon Investment Holdings, en février 2009.